# Habib Galhia
Habib Galhia (arab. ‏‎حبيب قلحية, ur. 14 maja 1941 w Kairuanie, zm. 25 grudnia 2011 w Susie) – tunezyjski bokser kategorii lekkopółśredniej, brązowy medalista letnich igrzysk olimpijskich w Tokio.